# Makrolid
Makrolider er en klasse antibiotika som indeholder en makrocyklisk lactonring. Lactonringen er typisk 14-, 15- eller 16-leddet. Makroliderne bliver produceret af bakterier i slægten Streptomyces og de tilhører polyketid gruppen af naturstoffer.

## Virkningsmekanisme
Makrolider virker ved at binde reversibelt til 50S-delen af bakteriens ribosom og hindrer derved proteinsyntesen.

## Virkningsspektrum
Makrolider virker på alle grampositive kokker, gramnegative diplokokker og enkelte gramnegative stave, f.eks. Bordetella pertussis, Legionella, Campylobacter jejuni, Helicobacter pylori og Borrelia burgdorferi. Derudover virker de på Mycoplasma pneumoniae, Chlamydophila psittaci, Chlamydia trachomatis, Chlamydophila pneumoniae og Mycoplasma genitalium.

## Resistens
Resistens overfor makrolider kan opstå på tre måder:
- 1. Inducerbare og konstitutionelle methylaser. Disse methylaser er enzymer der ændrer vigtige adenin-sidekæder i rRNA.
- 2. Mutation af rRNA-gener der giver ændringer i makroliders bindingssted og derved nedsat affinitet.
- 3. ATP-afhængige effluxpumper der transporterer makroliderne ud af cellen.

Der er krydsresistens mellem de forskellige makrolider.

## Anvendelse
Makrolider anvendes typisk til klamydia og infektioner forårsaget af Streptococcus hvor penicilliner ikke kan anvendes pga. allergi. Disse infektioner omfatter lungebetændelse, halsbetændelse, mellemørebetændelse, bihulebetændelse, skarlagensfeber og rosen.

## Bivirkninger
Makrolider er vidtgående ugiftige. Typiske bivirkninger er gastrointestinale gener som kvalme, nedsat appetit, abdominalsmerter og diarré. Erythromycin giver flest bivirkninger og anvendes derfor ikke så meget som de andre stoffer i gruppen.

## Makrolider i klinisk brug
Der er fire makrolider i klinisk brug i Danmark (handelsnavne er anført i parentes):
- Azithromycin (Zitromax®)
- Clarithromycin (Klacid®)
- Erythromycin (Abboticin®, Erycin®, Escumycin®, Hexabotin®)
- Roxithromycin (Roximstad®, Surlid®)